# Герб Лимана
Герб Лимана — офіційний символ міста Лиман Донецької області.

## Символіка Лиманської громади
Символіка Лиманської територіальної громади була затверджена рішенням № 7/31/1424 від 20 липня 2017 року. Цим рішенням також було визнано таким, що втратило чинність, рішення від 31.03.1999 № б/н «Про затвердження ескізних проектів герба і прапору міста»
Чотирикутний з гострою підставою щит (традиційний англійський) з малиновим підґрунтям. По центру щита вертикально розміщено хлібний колос на золотому фоні, по горизонталі — сосновий ліс на зеленому фоні. В центрі підстави — локомотив та крила (у малюнку чорного кольору). Малинове підґрунтя щита — малиновий — основний колір Прапору Ізюмського слобідського козачого полку того часу, коли козацтво охороняло хліборобів від набігів спустошувачів та руйнівників, побудувавши укріплення, що поклали початок заснуванню перших населених пунктів громади козаками цього з'єднання.
Автори емблеми: А. Мордвінов, О. Погорелов.
Емблема громади не може вважатися гербом, адже містить низку геральдичних порушень.
Емблема громади також не може вважатися гербом міста Лиман.

### Символіка
Зелений колір з векторним зображенням соснового лісу — краса регіону, особливість ландшафту та наявність лікувальних факторів природного характеру. Синій колір — велика кількість водойм. Схематичне зображення хлібного колосу на золотому фоні — визначає статус регіону як сільськогосподарського з великою кількістю родючих земель та розвинутою галуззю агропромислового комплексу. Локомотив та схематичне зображення емблеми залізниці «крил» — визначає підприємства залізничного транспорту — головну бюджетоутворюючу галузь громади, основу її фінансового благополуччя.

## Колишні герби

#### Герб 1999 року

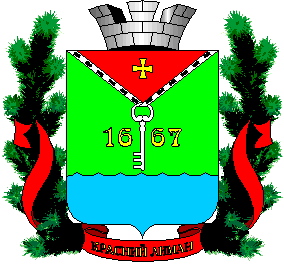
Герб 1999 року

Затверджений 31 березня 1999 року рішенням VІ сесії міської ради XXIII скликання.
Автори: О. І. Киричок.
Щит із червоною трикутною главою, обтяжений вгорі золотим хрестом, знижено шиповидно перетятий зеленню і лазур'ю. Трикутна глава окантована ниткою з срібними і чорними смужками, які чергуються, нитка утримує підвішений на ній срібний ключ.
Колірним рішенням герба показано, що в околицях Лиману розвинуте сільське господарство (зелений колір). Зелений колір варто розуміти і як «зелений пояс» Донецької області.
Червоний колір у сполученні з золотим хрестом показує, що Лиман заснований козаками Ізюмського слобідського полку.
Блакитна шиловидна база показує, що в околицях міста розташоване багато озер — завдяки цьому, а також сосновим лісам, Лиман став одним із популярих місць відпочинку в Донецькій області.
Крім цього, Лиман — одна з найбільших залізничних станцій Донеччини, що відбито силуетом залізничної колії. Ключ підкреслює, що Лиман є північними воротами Донеччини.

### Радянський герб

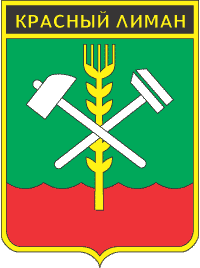
Герб Лимана 1968 року

Перший герб Лимана затверджено 1968 року. Автор герба — Євген Павлович Єгоров.
У зеленому полі з червоною шиповидною основою золотий колос у стовп із навхрест покладеними на нього срібними молотом та розвідним ключем. Чорна глава обтяжена золотою назвою міста.
Зелене поле символізує природні багатства міста та району, червлений хвилеподібний край — натяк на назву міста, схрещені молот та розвідний ключ символізують промисловість регіону, а також залізничну стацію.